# Young (Arizona)
Young is een plaats (census-designated place) in de Amerikaanse staat Arizona, en valt bestuurlijk gezien onder Gila County.
In Young bevindt zich een lokaal districtskantoor voor rangers van de United States Forest Service van waaruit het gebied van het Tonto National Forest wordt beheerd.

## Demografie
Bij de volkstelling in 2000 werd het aantal inwoners vastgesteld op 561.

## Geografie
Volgens het United States Census Bureau beslaat de plaats een oppervlakte van
108,8 km², geheel bestaande uit land. Young ligt op ongeveer 1581 m boven zeeniveau.

## Plaatsen in de nabije omgeving
De onderstaande figuur toont nabijgelegen plaatsen in een straal van 48 km rond Young.